# Nombre quantique secondaire
En mécanique quantique, le nombre quantique secondaire, noté ℓ, également appelé nombre quantique azimutal, est l'un des quatre nombres quantiques décrivant l'état quantique d'un électron dans un atome. Il s'agit d'un nombre entier positif ou nul lié au nombre quantique principal n par la relation : 0 ≤ ℓ ≤ n – 1. Il correspond au moment angulaire orbital de l'électron, et définit les sous-couches électroniques des atomes, tandis que le nombre quantique principal n définit les couches électroniques. Il a été introduit par Arnold Sommerfeld à partir du modèle de Bohr de l'atome d'hydrogène et rend compte de la structure fine du spectre de l'atome d'hydrogène.
L'opérateur de moment cinétique L de l'électron dans un atome est lié au nombre ℓ par la relation :
L2 Ψ = ℏ2 ℓ(ℓ + 1) Ψ,
où ℏ est la constante de Planck réduite et Ψ la fonction d'onde de l'électron. 
Les sous-couches électroniques sont désignées par des lettres dépendant du nombre ℓ issues, pour les quatre premières, d'une dénomination historique héritée de la spectroscopie des métaux alcalins, et pour les suivantes de l'ordre alphabétique excluant les quatre premières ainsi que la lettre j :
| Valeur de ℓ | Lettre | Nom         | Nombre maximum d'électrons | Géométrie |
| ----------- | ------ | ----------- | -------------------------- | --------- |
| 0           | s      | sharp       | 2                          | sphère    |
| 1           | p      | principal   | 6                          | 2 lobes   |
| 2           | d      | diffuse     | 10                         | 4 lobes   |
| 3           | f      | fundamental | 14                         | 8 lobes   |
| 4           | g      |             | 18                         |           |
| 5           | h      |             | 22                         |           |
| 6           | i      |             | 26                         |           |

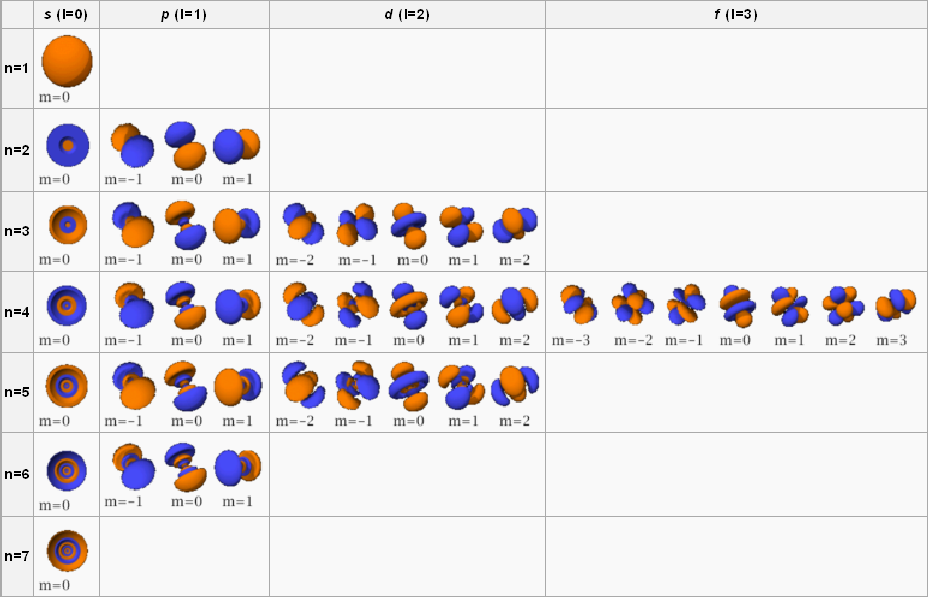
Géométrie des orbitales atomiques, dépendante notamment du nombre ℓ.

Chaque sous-couche peut recevoir au plus 2(2ℓ + 1) électrons. Le nombre ℓ conditionne également le nombre de plans nodaux des orbitales atomiques traversant le noyau atomique. Pour ℓ = 0 (sous-couche de type s), aucun plan nodal ne traverse le noyau, de sorte que l'orbitale est sphérique. Le moment angulaire de l'électron est alors nul, et de telles orbitales étaient de ce fait qualifiées de pendulaires au début du siècle dernier. Pour ℓ = 1 (sous-couche de type p), un plan nodal traverse le noyau, et les orbitales prennent la forme d'haltères, avec deux lobes.

Composition du vecteur de moment angulaire total J à partir du vecteur de moment cinétique orbital L et du vecteur de moment cinétique de spin S.

Le nombre quantique de moment angulaire total, noté j, est lié à ℓ à travers le vecteur de moment angulaire total J par les relations :
J = L + S
| J | = √j ( j + 1 ) ℏ
où L est le vecteur de moment angulaire, S le vecteur de spin de l'électron, et ℏ la constante de Planck réduite.